# Els tres mosqueters. D'Artagnan

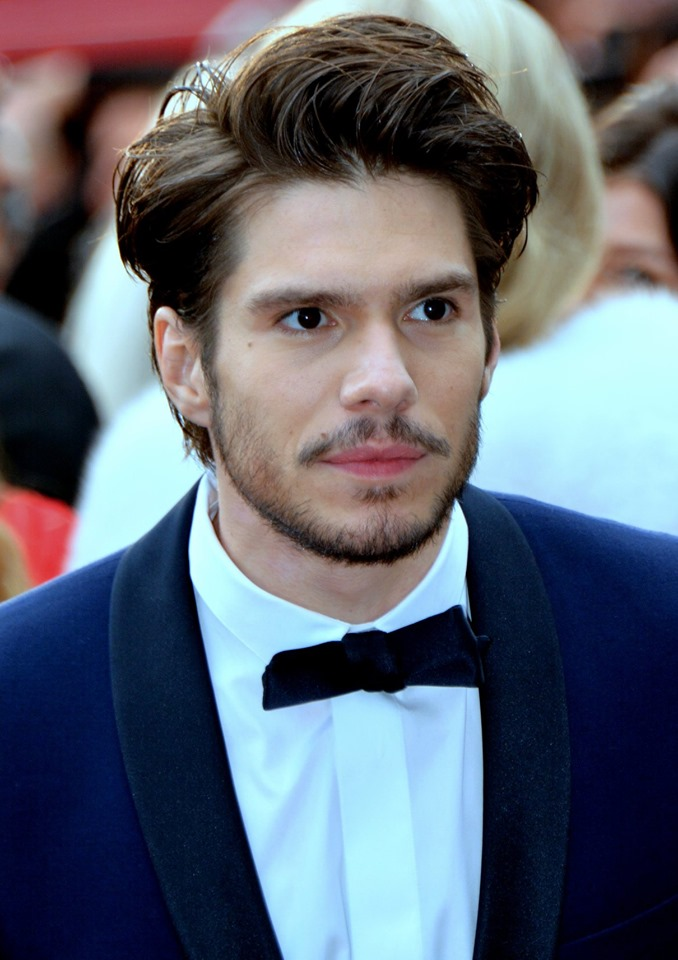
François Civil interpreta D'Artagnan.

Els tres mosqueters. D'Artagnan (títol original en francès, Les Trois Mousquetaires : D'Artagnan) és una pel·lícula d'acció i aventures de 2023 i la primera d'una saga èpica de dues parts dirigida per Martin Bourboulon, basada en la novel·la de 1844 d'Alexandre Dumas Els tres mosqueters. La pel·lícula és protagonitzada per François Civil, Vincent Cassel, Romain Duris, Pio Marmaï i Eva Green. S'ha doblat i subtitulat al català.
Es va estrenar a França a càrrec de Pathé Distribution el 5 d'abril de 2023. La segona part, Els tres mosqueters. Milady, es va estrenar el 13 de desembre de 2023. Les pel·lícules van ser coproduïdes per França, Alemanya, Espanya i Bèlgica amb un pressupost de producció conjunta de 72 milions d'euros, uns 36 milions d'euros per cada pel·lícula, la segona producció francesa més cara del 2023. Es van rodar conjuntament durant 150 dies del 16 d'agost de 2021 al 3 de juny de 2022.
La pel·lícula va rebre crítiques generalment positives i va ser un èxit de taquilla a França, convertint-se en la tercera pel·lícula francesa més taquillera del 2023, la cinquena pel·lícula francesa més taquillera a escala internacional i la setena pel·lícula més taquillera del 2023 a França, amb més de 3,4 milions d'entrades venudes al país i més d'1,6 milions d'entrades venudes fora de França. Va rebre sis nominacions als premis César 2024.